# Черил (певица)
Черил Анн Туиди (на английски: Cheryl Ann Tweedy) е британска изпълнителка, авторка на песни и телевизионна личност.

## Биография и кариера
Черил Анн Туиди е родена на 30 юни 1983 г. в Нюкасъл ъпон Тайн, Англия. Става известна през 2002 г. като е участник в реалити шоуто „The Rivals“. Тя печели място като член от групата „Гърлс Алауд“ още от самото ѝ създаване. През съществуването си групата има 20 песни в топ 10 (включително и 4 номер едно парчета) във Великобритания и шест платинени албума (два от които стават номер едно). Били са номинирани за 5 Брит награди от 2005 до 2010 г. През 2009 г. „Гърлс Алауд“ печелят наградата за „Най-добър сингъл“ с песента си „The Promise“. През 2013 г. официално се разделят.
Черил има и солова кариера. Нейният първи самостоятелен албум се нарича „3 Words“ (2009). В него е включен и водещият сингъл „Fight For This Love“, който дебютира като номер 1 във Великобритания и става една от най-продаваните песни през 2009 г. Същото стана с „3 Words“ и „Parachute“. През 2010 г. излиза вторият ѝ звукозаписен албум „Messy Little Raindrops“. Като веднага песента „Promise This“ озаглавява челната позиция. Коул издава третия си албум „A Milion Lights“ на 18 юни 2012 г. Песента ѝ „Call My Name“ се превръща в третия ѝ номер едно сингъл. По време на соловата си кариера Черил е номинирана 3 пъти за наградата Бритс. Също така е била жури в британския „X Factor“.
Черил се снимана за най-различни модни списания. Била е на кориците на „British Vogue“, „Elle“ и „Harper's Bazaar“. Тя е лице и на козметичната компания „L'Oréal“.

## Личен живот
Омъжена е за английския футболист Ашли Коул от юли 2006 г. до септември 2010 г. Разделят се заради многократните афери на Коул. През 2014 г. се омъжва за французина Жан-Бернард Фернандес-Версини, с когото се развежда през 2016 г. След раздялата си с Фернандес-Версини, Черил започва да се среща с певеца Лиъм Пейн, с когото се запознава по време на съдийството ѝ в реалити формата The X Factor. На 22 март 2017 г. ражда син от Пейн. Двамата обявяват раздялата си през юли 2018 г.

## Дискография

### Студийни албуми
- 3 Words (2009)
- Messy Little Raindrops (2010)
- A Million Lights (2012)
- Only Human (2014)

### Сингли
- Fight for This Love (2009)
- 3 Words (2009)
- Parachute (2010)
- Promise This (2010)
- The Flood (2011)
- Call My Name (2012)
- Under the Sun (2012)
- Crazy Stupid Love (2014)
- I Don't Care (2014)
- Only Human (2015)
- Love Made Me Do It (2018)
- Let You (2019)

## Турнета
- A Million Lights Tour (2012)

## Продукти

### Аромати
- StormFlower (2014)